# 張士隆
張士隆（1475年—1525年），字仲修，河南安陽縣人。明朝政治人物。

## 生平
弘治八年（1495年）河南鄉試第十八名舉人，入太學讀書，與同縣崔銑、寇天敘、馬卿、呂柟輩相砥礪。弘治十八年（1505年）中進士。授广平府推官，正德六年（1511年）十二月授浙江道試御史，七年實授，八年出任河东巡盐御史，修築通路可通鹽車，创建河東書院。正德九年（1514年），乾清宮大火，因得罪宦官，担任巡按凤阳御史，錢寧借“薛鳳鳴獄”，誣告士隆“治狱偏枉”，被貶爲晉州判官，調定州，升知州。明世宗時，詔復故官，升任陕西副使，又領漢中兵备副使，卒於任上。

## 家族
曾祖張本；祖父張通，監生；父張魯，母朱氏。